# Satilatlas carens
Espèce
Satilatlas carens est une espèce d'araignées aranéomorphes de la famille des Linyphiidae.

## Distribution
Cette espèce est endémique du Canada. Elle se rencontre en Saskatchewan et au Yukon.

## Description
Le mâle holotype mesure 1,8 mm.

## Publication originale
- Millidge, 1981 : The erigonine spiders of North America. Part 5. The genus Satilatlas (Araneae, Linyphiidae). Bulletin of the American Museum of Natural History, no 170, p. 242-253 (texte intégral).